# В'єтнам на літніх Олімпійських іграх 2016
В'єтнам на літніх Олімпійських іграх 2016 представляють 23 спортсмени в 10 видах спорту.
Було завойовано першу в історії країни золоту олімпійську медаль. 

## Медалісти
| Медалі | Спортсмени    | Вид спорту | Дисципліна                                 | Дата      |
| ------ | ------------- | ---------- | ------------------------------------------ | --------- |
| Золото | Хоангсуан Він | Стрільба   | чоловіки, пневматичний пістолет, 10 метрів | 6 серпня  |
| Срібло | Хоангсуан Він | Стрільба   | чоловіки, пістолет, 50 м                   | 10 серпня |

## Спортсмени
| Вид змагань           | Чоловіки | Жінки | Разом |
| --------------------- | -------- | ----- | ----- |
| Легка атлетика        | 1        | 1     | 2     |
| Бадмінтон             | 1        | 1     | 2     |
| Фехтування            | 1        | 3     | 4     |
| Гімнастика            | 1        | 1     | 2     |
| Дзюдо                 | 0        | 1     | 1     |
| Академічне веслування | 0        | 2     | 2     |
| Стрільба              | 2        | 0     | 2     |
| Плавання              | 1        | 1     | 2     |
| Важка атлетика        | 3        | 1     | 4     |
| Боротьба              | 0        | 2     | 2     |
| Разом                 | 10       | 13    | 23    |

## Легка атлетика
Легенда
- Note – для трекових дисциплін місце вказане лише для забігу, в якому взяв участь спортсмен
- Q = пройшов у наступне коло напряму
- q = пройшов у наступне коло за добором (для трекових дисциплін - найшвидші часи серед тих, хто не пройшов напряму; для технічних дисциплін - увійшов до визначеної кількості фіналістів за місцем якщо напряму пройшло менше спортсменів, ніж визначена кількість)
- NR = Національний рекорд
- N/A = Коло відсутнє у цій дисципліні
- Bye = спортсменові не потрібно змагатися у цьому колі

Трекові і шосейні дисципліни
| Спортсмен         | Дисципліна                                   | Попередній забіг | Попередній забіг | Півфінал         | Півфінал         | Фінал            | Фінал            |                  |
| Спортсмен         | Дисципліна                                   | Результат        | Місце            | Результат        | Місце            | Результат        | Місце            |                  |
| ----------------- | -------------------------------------------- | ---------------- | ---------------- | ---------------- | ---------------- | ---------------- | ---------------- | ---------------- |
| Тхань Нгунг Нгуєн | спортивна ходьба на 20 кілометрів (чоловіки) | Н/Д              | Н/Д              | Н/Д              | Н/Д              | 1:30:01          | 60               |                  |
| Тхі Хюєн Нгуєн    | біг на 400 метрів (жінки)                    | 52:97            | 6                | Завершила виступ | Завершила виступ | Завершила виступ | Завершила виступ | Завершила виступ |
| Тхі Хюєн Нгуєн    | біг на 400 метрів з бар'єрами (жінки)        | 57.87            | 7                | Завершила виступ | Завершила виступ | Завершила виступ | Завершила виступ |                  |

## Бадмінтон
| Спортсмен      | Дисципліна                  | Груповий етап                        | Груповий етап                       | Груповий етап               | Груповий етап | Вибування          | Чвертьфінал        | Півфінал           | Фінал / БМ         | Фінал / БМ       |
| Спортсмен      | Дисципліна                  | Суперник Результат                   | Суперник Результат                  | Суперник Результат          | Місце         | Суперник Результат | Суперник Результат | Суперник Результат | Суперник Результат | Місце            |
| -------------- | --------------------------- | ------------------------------------ | ----------------------------------- | --------------------------- | ------------- | ------------------ | ------------------ | ------------------ | ------------------ | ---------------- |
| Нгуєн Тьєн Мін | одиночний розряд (чоловіки) | Мальков (RUS) W (15–21, 21–9, 21–13) | Оберностерер (AUT) W (21–18, 21–14) | Lin D (CHN) L (7–21, 12–21) | 2             | Завершив виступ    | Завершив виступ    | Завершив виступ    | Завершив виступ    | Завершив виступ  |
| Ву Тхі Транг   | одиночний розряд (жінки)    | Окухара (JPN) L (10–21, 8–21)        | Фанетрі (INA) W (21–12, 21–11)      | Н/Д                         | 2             | Завершила виступ   | Завершила виступ   | Завершила виступ   | Завершила виступ   | Завершила виступ |

## Фехтування
| Спортсмен         | Дисципліна                                          | 1/32 фіналу                  | 1/16 фіналу            | 1/8 фіналу          | Чвертьфінал        | Півфінал           | Фінал / БМ         | Фінал / БМ       |                 |
| Спортсмен         | Дисципліна                                          | Суперник Результат           | Суперник Результат     | Суперник Результат  | Суперник Результат | Суперник Результат | Суперник Результат | Місце            |                 |
| ----------------- | --------------------------------------------------- | ---------------------------- | ---------------------- | ------------------- | ------------------ | ------------------ | ------------------ | ---------------- | --------------- |
| Ву Тхань Ан       | індивідуальна шабля (чоловіки)\|Індивідуальна шабля | Н/Д                          | Окк'юцці (ITA) W 15–12 | Анстет (FRA) L 8–15 | Завершив виступ    | Завершив виступ    | Завершив виступ    | Завершив виступ  | Завершив виступ |
| Тхі Нху Хоа Нгуєн | індивідуальна шпага (жінки)                         | Малло (FRA) L 7–15           | Завершила виступ       | Завершила виступ    | Завершила виступ   | Завершила виступ   | Завершила виступ   | Завершила виступ |                 |
| Тхі Ань До        | індивідуальна рапіра (жінки)                        | Контохістопулу (GRE) W 15–13 | Ерріго (ITA) L 9–15    | Завершила виступ    | Завершила виступ   | Завершила виступ   | Завершила виступ   | Завершила виступ |                 |
| Нгуен Тхі Ле Дунг | командна шабля (жінки)                              | Bye                          | Кім Дж Й (KOR) L 3–15  | Завершила виступ    | Завершила виступ   | Завершила виступ   | Завершила виступ   | Завершила виступ |                 |

## Гімнастика

### Спортивна гімнастика
Чоловіки
| Спортсмен | Дисципліна | Кваліфікація  | Кваліфікація     | Кваліфікація | Кваліфікація | Кваліфікація | Кваліфікація | Кваліфікація | Кваліфікація | Фінал  | Фінал  | Фінал  | Фінал  | Фінал           | Фінал           | Фінал           | Фінал           |                 |                 |                 |                 |
| Спортсмен | Дисципліна | Вправа        | Вправа           | Вправа       | Вправа       | Вправа       | Вправа       | Загалом      | Місце        | Вправа | Вправа | Вправа | Вправа | Вправа          | Вправа          | Загалом         | Місце           |                 |                 |                 |                 |
| --------- | ---------- | ------------- | ---------------- | ------------ | ------------ | ------------ | ------------ | ------------ | ------------ | ------ | ------ | ------ | ------ | --------------- | --------------- | --------------- | --------------- | --------------- | --------------- | --------------- | --------------- |
| Спортсмен | Дисципліна | Фам Фуок Хинг | Паралельні бруси | Н/Д          | Н/Д          | Н/Д          | Н/Д          | Загалом      | Місце        | 14.966 | Н/Д    | 14.966 | 12     | Завершив виступ | Завершив виступ | Завершив виступ | Завершив виступ | Завершив виступ | Завершив виступ | Завершив виступ | Завершив виступ |

Жінки
| Спортсменка | Дисципліна | Кваліфікація     | Кваліфікація    | Кваліфікація | Кваліфікація | Кваліфікація | Кваліфікація     | Фінал            | Фінал            | Фінал            | Фінал            | Фінал            | Фінал            |                  |                  |
| Спортсменка | Дисципліна | Вправа           | Вправа          | Вправа       | Вправа       | Загалом      | Місце            | Вправа           | Вправа           | Вправа           | Вправа           | Загалом          | Місце            |                  |                  |
| ----------- | ---------- | ---------------- | --------------- | ------------ | ------------ | ------------ | ---------------- | ---------------- | ---------------- | ---------------- | ---------------- | ---------------- | ---------------- | ---------------- | ---------------- |
| Спортсменка | Дисципліна | Фан Тхі Ха Тхань | опорний стрибок | 14.233       | Н/Д          | Н/Д          | Н/Д              | 14.233           | 17               | Завершила виступ | Завершила виступ | Завершила виступ | Завершила виступ | Завершила виступ | Завершила виступ |
| колода      | Н/Д        | Н/Д              | 13.800          | Н/Д          | 13.800       | 36           | Завершила виступ | Завершила виступ | Завершила виступ | Завершила виступ | Завершила виступ | Завершила виступ |                  |                  |                  |

## Дзюдо
| Спортсмен   | Категорія        | 1/16 фіналу               | 1/8 фіналу              | Чвертьфінали       | Півфінали          | Втішний поєдинок   | Фінал / БМ         | Фінал / БМ       |
| Спортсмен   | Категорія        | Суперник Результат        | Суперник Результат      | Суперник Результат | Суперник Результат | Суперник Результат | Суперник Результат | Місце            |
| ----------- | ---------------- | ------------------------- | ----------------------- | ------------------ | ------------------ | ------------------ | ------------------ | ---------------- |
| Ван Нгок Ту | до 48 кг (жінки) | Москатт (ITA) W 000–000 S | Чон Б-К (KOR) L 000–102 | Завершила виступ   | Завершила виступ   | Завершила виступ   | Завершила виступ   | Завершила виступ |

## Академічне веслування
| Спортсменки             | Дисципліна                       | Заїзди  | Заїзди | Втішний заплив | Втішний заплив | Півфінали | Півфінали | Фінал | Фінал |
| Спортсменки             | Дисципліна                       | Час     | Місце  | Час            | Місце          | Час       | Місце     | Час   | Місце |
| ----------------------- | -------------------------------- | ------- | ------ | -------------- | -------------- | --------- | --------- | ----- | ----- |
| Хо Тхі Лі Та Тхань Хюєн | Парні двійки, легка вага (жінки) | 7:29.91 | 5 R    | 8:19.79        | 4 SC/D         | 8:18.47   | 3 FC      | DNS   | 18    |

Пояснення до кваліфікації: FA=Фінал A (за медалі); FB=Фінал B (не за медалі); FC=Фінал C (не за медалі); FD=Фінал D (не за медалі); FE=Фінал E (не за медалі); FF=Фінал F (не за медалі); SA/B=Півфінали A/B; SC/D=Півфінали C/D; SE/F=Півфінали E/F; QF=Чвертьфінали; R=Потрапили у втішний заплив

## Стрільба
| Спортсмен      | Дисципліна                                  | Кваліфікація | Кваліфікація | Фінал           | Фінал           |
| Спортсмен      | Дисципліна                                  | Очки         | Місце        | Очки            | Місце           |
| -------------- | ------------------------------------------- | ------------ | ------------ | --------------- | --------------- |
| Хоангсуан Він  | пневматичний пістолет, 10 метрів (чоловіки) | 581          | 4 Q          | 202.5 OR        | 1               |
| Хоангсуан Він  | пістолет, 50 метрів (чоловіки)              | 556          | 6 Q          | 191.3           | 2               |
| Чан Куок Кионг | пневматичний пістолет, 10 метрів (чоловіки) | 575          | 26           | Завершив виступ | Завершив виступ |
| Чан Куок Кионг | пістолет, 50 метрів (чоловіки)              | 542          | 31           | Завершив виступ | Завершив виступ |

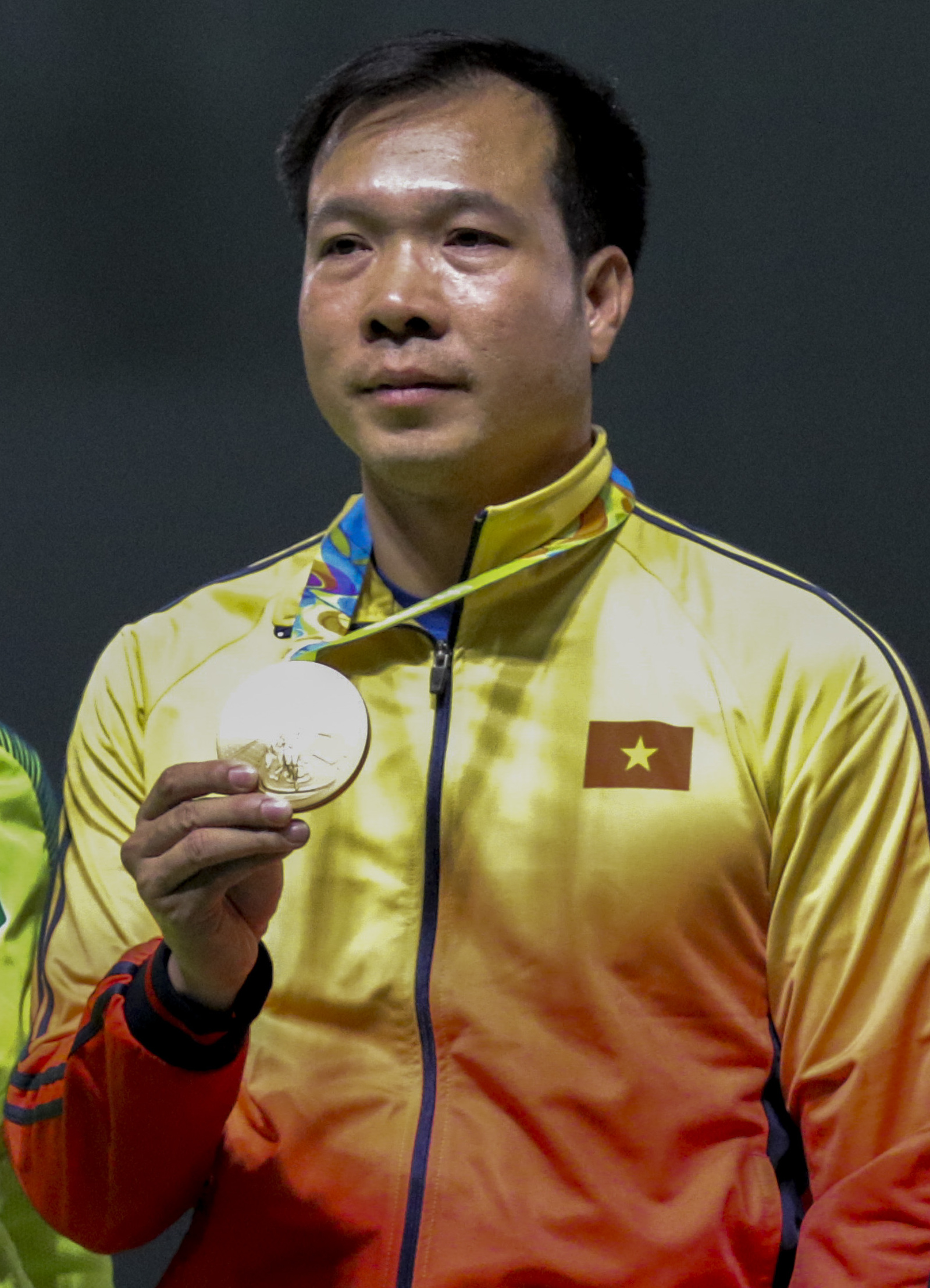
Хоангсуан Він з золотою медаллю

Пояснення до кваліфікації: Q = Пройшов у наступне коло; q = Кваліфікувався щоб змагатись у поєдинку за бронзову медаль

## Плавання
| Спортсмен          | Дисципліна                           | Попередній заплив | Попередній заплив | Півфінал         | Півфінал         | Фінал            | Фінал            |
| Спортсмен          | Дисципліна                           | Час               | Місце             | Час              | Місце            | Час              | Місце            |
| ------------------ | ------------------------------------ | ----------------- | ----------------- | ---------------- | ---------------- | ---------------- | ---------------- |
| Хоанг Куї Фиок     | 200 метрів вільним стилем (чоловіки) | 1:50.39           | 41                | Завершив виступ  | Завершив виступ  | Завершив виступ  | Завершив виступ  |
| Нгуєн Тхі Ань Вьєн | 400 метрів вільним стилем (жінки)    | 4:16.32           | 26                | Н/Д              | Н/Д              | Завершила виступ | Завершила виступ |
| Нгуєн Тхі Ань Вьєн | 200 метрів комплексом (жінки)        | 2:16.20           | 33                | Завершила виступ | Завершила виступ | Завершила виступ | Завершила виступ |
| Нгуєн Тхі Ань Вьєн | 400 метрів комплексом (жінки)        | 4:36.85           | 9                 | Н/Д              | Н/Д              | Завершила виступ | Завершила виступ |

## Важка атлетика
| Спортсмен        | Категорія           | Ривок     | Ривок | Поштовх   | Поштовх | Загалом | Місце |
| Спортсмен        | Категорія           | Результат | Місце | Результат | Місце   | Загалом | Місце |
| ---------------- | ------------------- | --------- | ----- | --------- | ------- | ------- | ----- |
| Тчан Кім Туан    | до 56 кг (чоловіки) | 130       | 4     | 160       | DNF     | 130     | DNF   |
| Ле Кок Тоан Тран | до 56 кг (чоловіки) | 121       | 6     | 154       | 4       | 275     | 5     |
| Хоанг Туан Тай   | до 85 кг (чоловіки) | 145       | 17    | 180       | 17      | 325     | 17    |
| Вионг Тхі Хуєн   | до 48 кг (жінки)    | 84        | DNF   | —         | —       | —       | DNF   |

## Боротьба
Легенда:
- VT – Перемога на туше.
- PP – Перемога за очками – з технічними очками в того, хто програв.
- PO – Перемога за очками – без технічних очок в того, хто програв.
- ST – Перемога за явної переваги – різниця в очках становить принаймні 8 (греко-римська боротьба) або 10 (вільна боротьба) очок, без технічних очок у того, хто програв.

Жінки
| Спортсменка   | Категорія | Кваліфікація         | 1/8 фіналу           | Чвертьфінал          | Півфінал             | Втішний поєдинок 1   | Втішний поєдинок 2   | Фінал / БМ           | Фінал / БМ           |
| Спортсменка   | Категорія | Суперниця Результат  | Суперниця Результат  | Суперниця Результат  | Суперниця Результат  | Суперниця Результат  | Суперниця Результат  | Суперниця Результат  | Місце                |
| ------------- | --------- | -------------------- | -------------------- | -------------------- | -------------------- | -------------------- | -------------------- | -------------------- | -------------------- |
| Ву Тхі Ханг   | до 48 кг  | Знялася через травму | Знялася через травму | Знялася через травму | Знялася через травму | Знялася через травму | Знялася через травму | Знялася через травму | Знялася через травму |
| Нгуєн Тхі Луа | до 53 кг  | Bye                  | Самбу (SEN) L 0–5 VT | Завершила виступ     | Завершила виступ     | Завершила виступ     | Завершила виступ     | Завершила виступ     | 15                   |